# Distretto di Zarghun Shahr
Il distretto di Zarghun Shahr è un distretto dell'Afghanistan appartenente alla provincia della Paktika.